# Predator (film 2018)
Predator (ang. The Predator) – amerykański film sci-fi z 2018 roku w reżyserii Shane’a Blacka, czwarta produkcja w serii filmów o Predatorach.  

## Obsada
- Boyd Holbrook jako Quinn McKenna
- Trevante Rhodes jako Nebraska Williams
- Jacob Tremblay jako Rory McKenna
- Olivia Munn jako doktor Casey Bracket
- Sterling K. Brown jako Will Traeger
- Keegan-Michael Key jako Coyle
- Thomas Jane jako Baxley
- Alfie Allen jako Lynch
- Augusto Aguilera jako Nettles
- Yvonne Strahovski jako Emily McKenna
- Jake Busey jako Sean Keyes
- Brian A. Prince jako Predator

## Produkcja
W czerwcu 2014 roku wytwórnia 20th Century Fox ogłosiła, że powstanie kontynuacja filmu Predator, a jej reżyserem i współscenarzystą zostanie Shane Black, który w oryginalnym filmie z 1987 roku wcielił się w rolę Ricka Hawkinsa. W lutym 2016 roku Black oznajmił, że film będzie nosił tytuł The Predator.
Ponieważ akcja filmu została osadzona po wydarzeniach z Predatora i Predatora 2, ale przed wydarzeniami z obrazu Predators, reżyser oznajmił, iż szukał takich szczegółów fabuły z wcześniejszych filmów, które mógłby powiązać z nowym. Dlatego też w filmie pojawia się m.in. postać Seana Keyesa, który jest synem Petera Keyesa znanego z Predatora 2.